# The Block Brochure: Welcome to the Soil 1
The Block Brochure: Welcome to the Soil 1 – piętnasty studyjny album amerykańskiego rapera E-40. Był to jednocześnie początek trylogii, bo kolejne części 2 i 3 zostały wydane w tym samym dniu. Premiera odbyła się 26 marca 2012 roku.
Płyta zawiera 18 utworów, wśród których wystąpili tacy artyści jak 2 Chainz, Mistah F.A.B., czy Juicy J oraz Gangsta Boo. Rozszerzona wersji albumu zawiera dwa dodatkowe utwory. Tytuł zadebiutował na 59. miejscu notowania Billboard 200 i na 10. pozycji listy Top R&B/Hip-Hop Albums.

## Lista utworów
Źródło.
1. "Fast Lane"
2. "They Point" (featuring Juicy J & 2 Chainz)
3. "Rock Stars"
4. "Outta Town" (featuring B-Legit & Laroo T.H.H.)
5. "What's My Name"
6. "Slummin’"
7. "Do the Playa" (featuring Decadez)
8. "Cutlass" (featuring B-Legit & Richie Rich)
9. "Turn It Up"
10. "Let's Fuck" (featuring Gangsta Boo)
11. "Bust Moves" (featuring Droop-E & Big Omeezy)
12. "Can You Feel It?" (featuring B-Legit)
13. "What Is It Over?" (featuring J Banks)
14. "In the Ghetto" (featuring The Jacka & Rankin Scroo)
15. "Rollin'" (featuring Raheem DeVaughn, Laroo T.H.H., Mugzi, Work Dirty, Droop-E & Decadez)
16. "In This Thang Breh" (featuring Turf Talk & Mistah F.A.B.)
17. "Mary Jane" (featuring Cousin Fik & Droop-E)
18. "Help Me" (featuring Mike Marshall & Go Hard Black)
19. "Blame It on the DJ" (featuring C-Ballin) (dodatkowy utwór)
20. "Beatin' the Trunk Loose" (dodatkowy utwór)

## Notowania
| Notowanie (2012)       | Najwyższa pozycja |
| ---------------------- | ----------------- |
| Billboard 200          | 59                |
| Top R&B/Hip-Hop Albums | 10                |
| Rap Albums             | 9                 |
| Independent Albums     | 10                |